# Hot Fuzz – Ostre psy
Hot Fuzz – Ostre psy (ang. Hot Fuzz) – brytyjsko-francuska czarna komedia kryminalna z 2007 roku w reżyserii Edgara Wrighta.

## Fabuła
Zasłużony londyński policjant Nicholas Angel (w tej roli Simon Pegg) narzuca w policji londyńskiej zbyt duże tempo pracy, co martwi szefa tej formacji. Decyduje się więc na przeniesienie zbyt aktywnego policjanta do pracy w spokojnej miejscowości Sanford w hrabstwie Gloucestershire. Po przybyciu do miasta policjant z miejsca aresztuje grupę nieletnich pijaków i pijanego kierowcę. Okazuje się nim być jego przyszły partner w pracy, Danny Butterman, policjant zafascynowany filmami akcji.
Wkrótce po przybyciu Angela do miasteczka, następuje tu seria zabójstw, wszystkie popełnione przez tajemniczą postać w czarnym kapturze. Stopniowo Angel przekonuje się, że nie jest to seria wypadków, jak prezentował to szef miejscowego komisariatu, a planowych morderstw. Podejrzewa o nie miejscowego szefa sklepu sieci Somerfield, Simona Skinnera. Jednak konfrontacja kończy się dla Angela porażką. Jednocześnie jest on zniechęcany do dalszych działań, gdyż Sanford obawia się, że może stracić tytuł „Wsi roku”. Dochodzi nawet do próby zabójstwa policjanta. Gdy to nie pomaga, jego szef załatwia mu w centrali odwołanie z funkcji. Po licznych perypetiach dociera do niego prawda, że w zmowie są wszyscy mieszkańcy miasta, łącznie z szefem policji, księdzem i podejrzewanym już wcześniej kierownikiem sklepu.
Załamany niemocą Angel postanawia nie wycofywać się i zacząć walczyć niekonwencjonalnymi metodami, znanymi z filmów akcji, które poznał u swojego partnera i następnie przyjaciela. Danny’ego Buttermanna. Kupuje na stacji benzynowej zabawki - akcesoria z filmów walki i wraca do miasteczka.

## Obsada
- Simon Pegg – sierżant Nicholas Angel
- Nick Frost – Danny Butterman
- Jim Broadbent – inspektor Frank Butterman
- Paddy Considine – śledczy Andy Wainwright
- Timothy Dalton – Simon Skinner
- Bill Nighy – nadinspektor Kenneth
- Karl Johnson – posterunkowy Bob Walker

## Produkcja
Zdjęcia nakręcono w 80 procentach w mieście Wells, w hrabstwie Somerset. W filmie wykorzystano naturalną zabudowę miasta, katedrę i miejscowy sklep Somerfielda. Ekipa kręciła również w Londynie oraz w Welwyn Garden City w hrabstwie Hertfordshire.

## Odbiór
Film spotkał się z pozytywną reakcją krytyków. W serwisie Rotten Tomatoes 91% z 202 recenzji jest pozytywne, a średnia ocen wyniosła 7,7/10. Na portalu Metacritic średnia ocen z 37 recenzji wyniosła 81 punktów na 100.